# Мусабаев, Талгат Амангельдиевич
Талга́т Амангельди́евич Мусаба́ев (каз. Талғат Аманкелдіұлы Мұсабаев; 7 января 1951, Фабричный, Алма-Атинская область — 3 августа 2025, Алма-Ата) — советский и российский космонавт. Герой Российской Федерации (1994), Народный Герой Казахстана (1995), генерал-майор Российской Федерации (2003), генерал-лейтенант авиации Республики Казахстан (2007), доктор технических наук (2008). Председатель Национального космического агентства Республики Казахстан (2007—2016). Депутат Сената Парламента Республики Казахстан (2017—2023).

## Биография
- 1974—1975 годы — сменный инженер авиационного и радиоэлектронного оборудования Боралдайского объединённого авиационного отряда воздушных сообщений гражданской авиации
- 1975—1976 годы — освобождённый секретарь комитета комсомола Бурундайского объединённого авиационного отряда в Алма-Ате
- 1976—1979 годы — инструктор, старший инструктор отдела политико-воспитательной работы Казахского Управления гражданской авиации
- 1979—1987 годы — заместитель командира 240-го лётного отряда по политико-воспитательной работе Алма-Атинского авиаотряда
- 1987—1990 годы — второй пилот самолёта Ан-2 в Бурундайском объединённом авиаотряде. Его инструктором и командиром самолёта в то время был Мордвинов Геннадий Фёдорович.
- 1990—1991 годы — второй пилот-стажёр, второй пилот Ту-134 первого лётного отряда Алма-Атинского авиаотряда.

6 марта 1991 года приказом министра обороны СССР призван на действительную военную службу и зачислен кандидатом в космонавты-исследователи 4-й группы отряда космонавтов.
С 22 октября 1991 года — космонавт-испытатель 1-й группы.
В 1998 году во время второго полёта на станции «Мир» вместе с бортинженером Николаем Будариным и космонавтом-исследователем Юрием Батуриным участвовал в международном общественном научно-просветительском космическом проекте «Знамя Мира». 5 января 1999 года в Президентском дворце города Алма-Ата вручил побывавшее в космосе Знамя Мира президенту Республики Казахстан Н. А. Назарбаеву со словами: «Кроме государственного флага нашей республики, мне, сыну казахского народа, выпала огромная честь взять в космос Знамя всего мира и вручить его Вам, Нурсултан Абишевич».
С 9 июля 1999 года — командир группы, инструктор-космонавт-испытатель.
Неоднократно входил в состав дублирующих экипажей кораблей типа «Союз ТМ».
Является 79-м космонавтом СССР/России и 309-м космонавтом мира. Происходит из рода шапырашты.
Защитил кандидатскую диссертацию «Оценка надёжности и эффективности системы Экипаж — ПКА — ЦУП» (2000) в Московском авиационном институте. Докторскую диссертацию защитил по теме «Разработка комплексной методики повышения уровня безотказности ракет космического назначения в полёте». Мастер спорта СССР по высшему пилотажу и спортивной гимнастике, чемпион СССР (1983 и 1984) по самолётному спорту в командном зачёте.

### Образование
- 1968 год — окончил Алма-Атинскую среднюю школу № 58[2].
- 1974 год — окончил Рижский институт инженеров гражданской авиации имени Ленинского комсомола по специальности «радиоэлектронное оборудование».
- 1984 год — Алма-Атинский аэроклуб ДОСААФ;
- 1989 год — Ульяновский центр подготовки лётного, диспетчерского и инженерно-технического состава авиации стран — членов СЭВ
- 1993 год — Актюбинское высшее лётное училище.

## Космические полёты

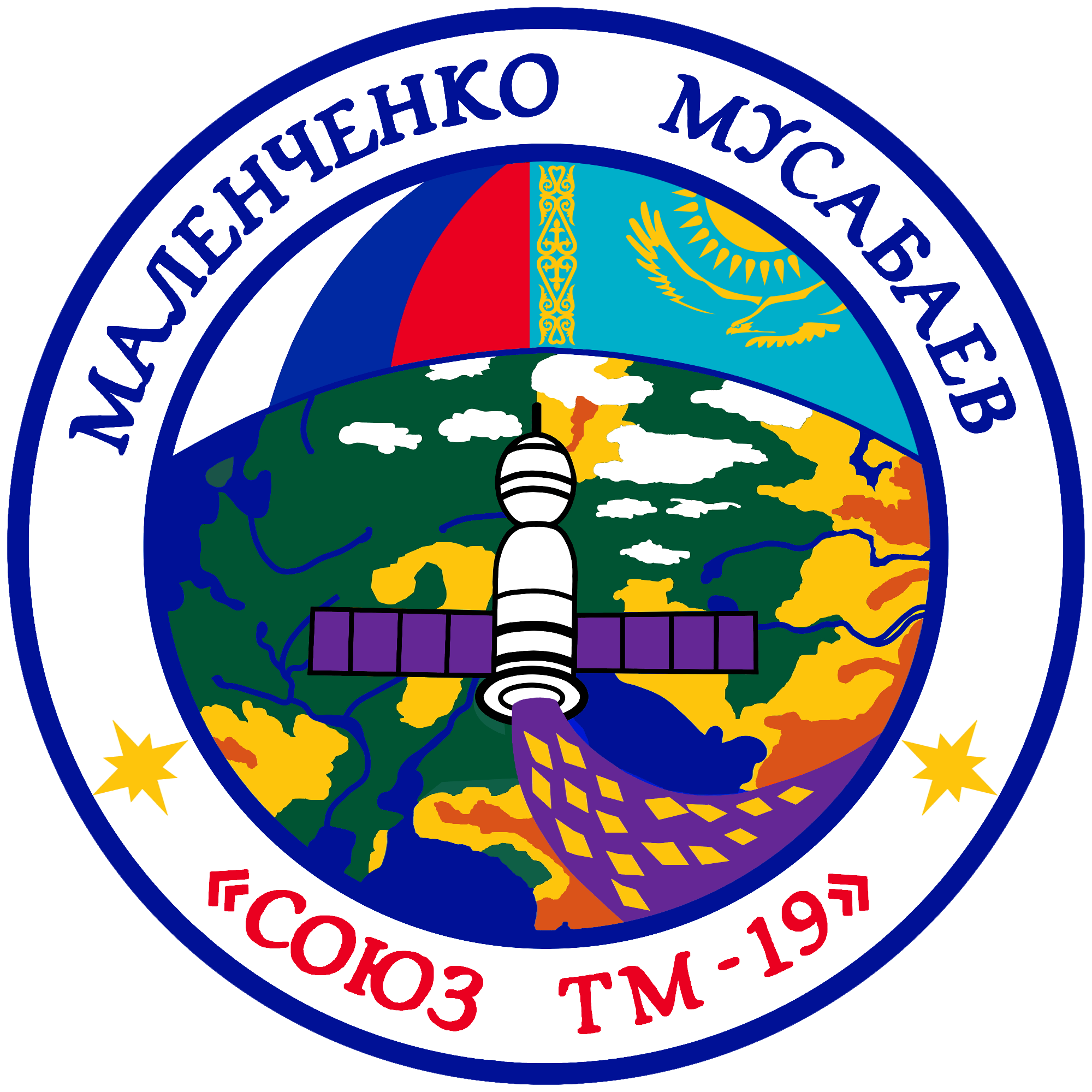
Эмблема экипажа «Союз ТМ-19»

## Космические полёты[3]
| # | Стартовый корабль | Старт, UTC        | Экспедиция               | Корабль посадки | Посадка, UTC      | Налёт                       | Выходы в открытый космос | Время в открытом космосе |
| - | ----------------- | ----------------- | ------------------------ | --------------- | ----------------- | --------------------------- | ------------------------ | ------------------------ |
| 1 | Союз ТМ-19        | 01.07.1994, 12:24 | Союз ТМ-19, Мир-16       | Союз ТМ-19      | 04.11.1994, 11:18 | 125 суток 22 часа 53 минуты | 2                        | 11 часов 07 минут        |
| 2 | Союз ТМ-27        | 29.01.1998, 16:33 | Союз ТМ-27, Мир-25       | Союз ТМ-27      | 25.08.1998, 05:22 | 207 суток 12 часов 49 минут | 6                        | 32 часа 39 минут         |
| 3 | Союз ТМ-32        | 28.04.2001, 07:37 | Союз ТМ-32, МКС-2 (ЭП-2) | Союз ТМ-31      | 06.05.2001, 05:41 | 07 суток 22 часа 04 минуты  | 0                        | 0                        |
|   |                   |                   |                          |                 |                   | 341 сутки 09 часов 46 минут | 8                        | 43 часа 46 минут         |

### Дальнейшая деятельность
27 ноября 2003 года приказом начальника РГНИИ ЦПК отчислен из личного состава в/ч 26266 в связи с переходом на новое место службы.
В августе 2003 года назначен начальником боевой подготовки Управления армейской (вертолётной) авиации.
В ноябре 2003 года назначен заместителем начальника Академии ВВС имени Жуковского.
30 мая 2005 года назначен генеральным директором АО «Совместное казахстанско-российское предприятие „Байтерек“» (космического ракетного комплекса на базе ракеты-носителя «Ангара»).
В 2007 году получил гражданство Казахстана. 13 февраля 2007 года назначен председателем Аэрокосмического комитета Министерства образования и науки Казахстана.
27 марта 2007 года возглавил созданное указом Президента Казахстана Национальное космическое агентство Республики Казахстан.
27 июня 2007 года вступил в президентскую партию «Нур Отан».
В августе 2014 года назначен председателем Аэрокосмического комитета Министерства по инвестициям и развитию.
Сопредседатель Подкомиссии по комплексу «Байконур» Межправительственной комиссии по сотрудничеству между Российской Федерацией и Республикой Казахстан.
20 января 2016 года назначен советником Президента Республики Казахстан со сроком полномочий до 31 декабря 2017 года включительно.

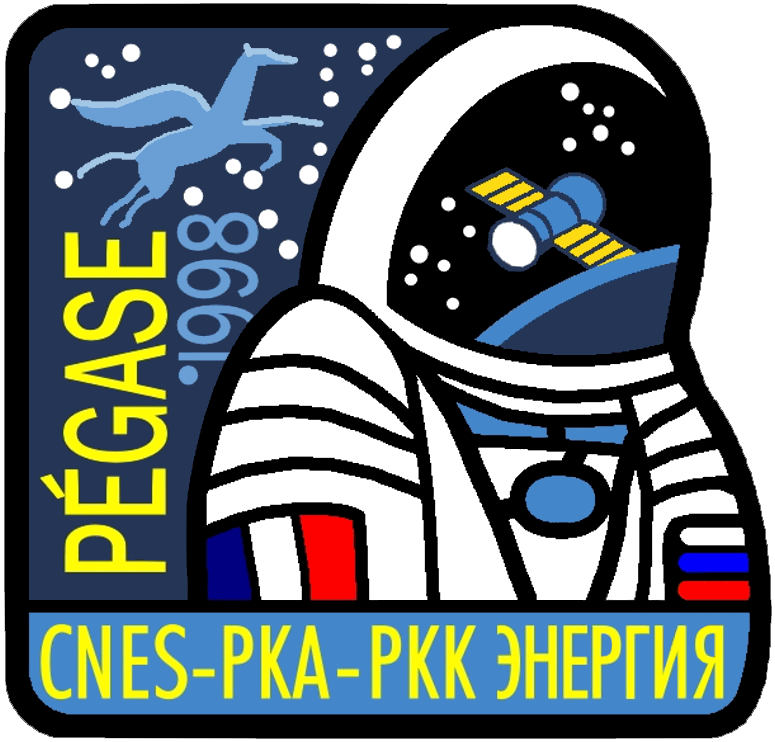
Эмблема полёта экипажа Союз-ТМ-27

13 июля 2017 года Указом Главы государства назначен депутатом Сената Парламента Республики Казахстан.
7 января 2018 года Центр подготовки космонавтов опубликовал в день рождения Талгата Мусабаева биографический фильм о космонавте.
Умер 3 августа 2025 года в возрасте 74 лет. 6 августа 2025 года в Алматы состоялась церемония прощания с Талгатом Мусабаевым. Прощание прошло в Доме офицеров с участием родных, коллег, общественных и государственных деятелей. На церемонии присутствовали первый и третий космонавты Казахстана Токтар Аубакиров и Айдын Аимбетов, российский космонавт Сергей Крикалёв, министр обороны Даурен Косанов и другие официальные лица. Похоронен на Кенсайском кладбище.

## Награды и звания
- Рыцарский крест I степени почётного знака «За заслуги перед Австрийской Республикой» (Австрия, 1991)
- Орден Дружбы народов (10 октября 1991) — за активное участие в подготовке к космическому полёту на орбитальном научно-исследовательском комплексе «Мир», большой вклад в укрепление взаимопонимания, дружбы и доверия между народами Советского Союза и Австрийской Республики[18]
- Герой Российской Федерации (24 ноября 1994) — за активное участие в подготовке и успешном осуществлении длительного международного космического полёта на орбитальном научно-исследовательском комплексе «Мир», проявленные при этом мужество и героизм[19]
- Лётчик-космонавт Российской Федерации (24 ноября 1994) — за активное участие в подготовке и успешном осуществлении длительного международного космического полёта на орбитальном научно-исследовательском комплексе «Мир», проявленные при этом мужество и героизм
- Народный Герой Казахстана (12 января 1995)
- Лётчик-космонавт Казахстана (12 января 1995)
- Орден «За заслуги перед Отечеством» III степени (25 декабря 1998) — за мужество и самоотверженность, проявленные во время космического полёта на орбитальном научно-исследовательском комплексе «Мир»[20]
- Орден Отан (11 ноября 1998) — за большие заслуги в освоении космического пространства, успешное выполнение международных и казахстанской программ полёта на орбитальном комплексе «Мир», проявленные при этом мужество и отвагу[21]
- Медаль «За космический полёт» (NASA, 1998)
- Медаль «Астана» (1999)
- Орден «За заслуги перед Отечеством» II степени (28 сентября 2001) — за мужество и героизм, проявленные при осуществлении международного космического полёта[22]
- Орден «Барыс» (Барс) I степени (10 декабря 2001) — за заслуги перед государством, значительный вклад в социально-экономическое и культурное развитие страны, а также в связи с 10-летием независимости республики[23]
- Офицер ордена Почётного легиона (Франция, октябрь 2010) — за заслуги в освоении космоса и, в частности, выполнение большой космической программы Франции во время второго, 208-суточного космического полёта в 1998 году и эффективное стратегическое партнёрство с Францией на посту главы Казкосмоса[24].
- Орден Назарбаева (2011)[25]
- Медаль «За заслуги в освоении космоса» (12 апреля 2011) — за большой вклад в развитие международного сотрудничества в области пилотируемой космонавтики[26]
- Медаль Алексея Леонова (Кемеровская область, 2015) — за восемь совершённых выходов в открытый космос[27]
- Лауреат Государственный премии Республики Казахстана в области науки и техники имени аль-Фараби (2015)[28]
- Медаль «За укрепление парламентского сотрудничества» (Межпарламентская ассамблея СНГ, 18 апреля 2019) — за особый вклад в развитие парламентаризма, укрепление демократии, обеспечение прав и свобод граждан в государствах — участниках Содружества Независимых Государств[29]
- Орден «Мир и согласие» (Православная церковь Казахстана, 2024)[30]

Талгату Мусабаеву посвящены почтовые марки Казахстана:

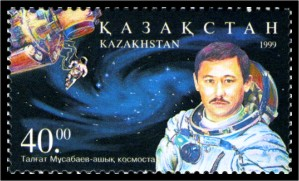
Талгат Мусабаев
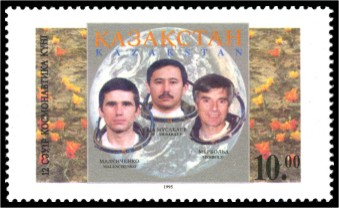
Юрий Маленченко, Талгат Мусабаев, Ульф Мербольд
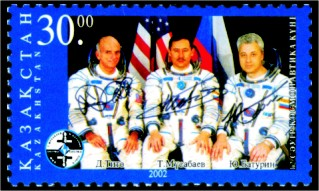
Деннис Тито, Талгат Мусабаев, Юрий Батурин
Талгат Мусабаев

### Семья
- Отец — Мусабаев Амангельды Орынтаевич (1916—1983), журналист.
- Мать — Мусабаева (Миндубаева) Салиха Хамидовна (1919—1994)[31], врач-терапевт. Родители познакомилась на фронте, где Салиха Хамидовна служила военврачом[32].
- Братья — Болатбек, 1939 г.р., скульптор, Марат, 1941 г.р., кандидат физико-математических наук, Мурат, 1945 г.р., слесарь.
- Жена — Мусабаева (Лацис) Виктория Вольдемаровна, 1952 г.р., врач-стоматолог.
- Сыновья — Данияр, 1975 г.р., военнослужащий МВД Республики Казахстан, Жансултан, род. 15.09.2011 г.
- Дочери — Камиля, 1981 г.р., окончила Российский госуниверситет по специальности «психология», Дания, род. 14.03.2008 г.[33]

## Квалификация
- Пилот гражданской авиации 3-го класса.
- Космонавт 2-го класса (1995)
- Инструктор-космонавт-испытатель (1995)
- Космонавт 1-го класса (1999)

## Воинские звания

### Вооружённые Силы СССР
- 6 марта 1974 года — лейтенант запаса
- 29 июня 1978 года — старший лейтенант запаса
- 6 марта 1991 года приказом Министра обороны СССР призван на действительную воинскую службу.
- 6 марта 1991 года — майор, внеочередное, в порядке исключения.

### Вооружённые Силы Российской Федерации
- 11 августа 1993 года — подполковник, досрочно
- 17 декабря 1995 года — полковник, досрочно
- 9 августа 2003 года — генерал-майор

### Вооружённые Силы Республики Казахстан
- 7 мая 2007 года — генерал-лейтенант авиации[34]